# Monreale
Monreale este o comună în Provincia Palermo, Sicilia din sudul Italiei. În 2011 avea o populație de 38.159 de locuitori.
Localitatea este situată la sud de Palermo și este renumită pentru catedrala construită de vikingii normanzi în vremea împăratului Alexius Comnenul, în care sunt îmbinate stilul bizantin ortodox și cel catolic. Imaginea în mozaic a lui Isus Pantocrator (Atotputernicul) este înconjurată atât de inscripții greco-bizantine cât și de inscripții latine.

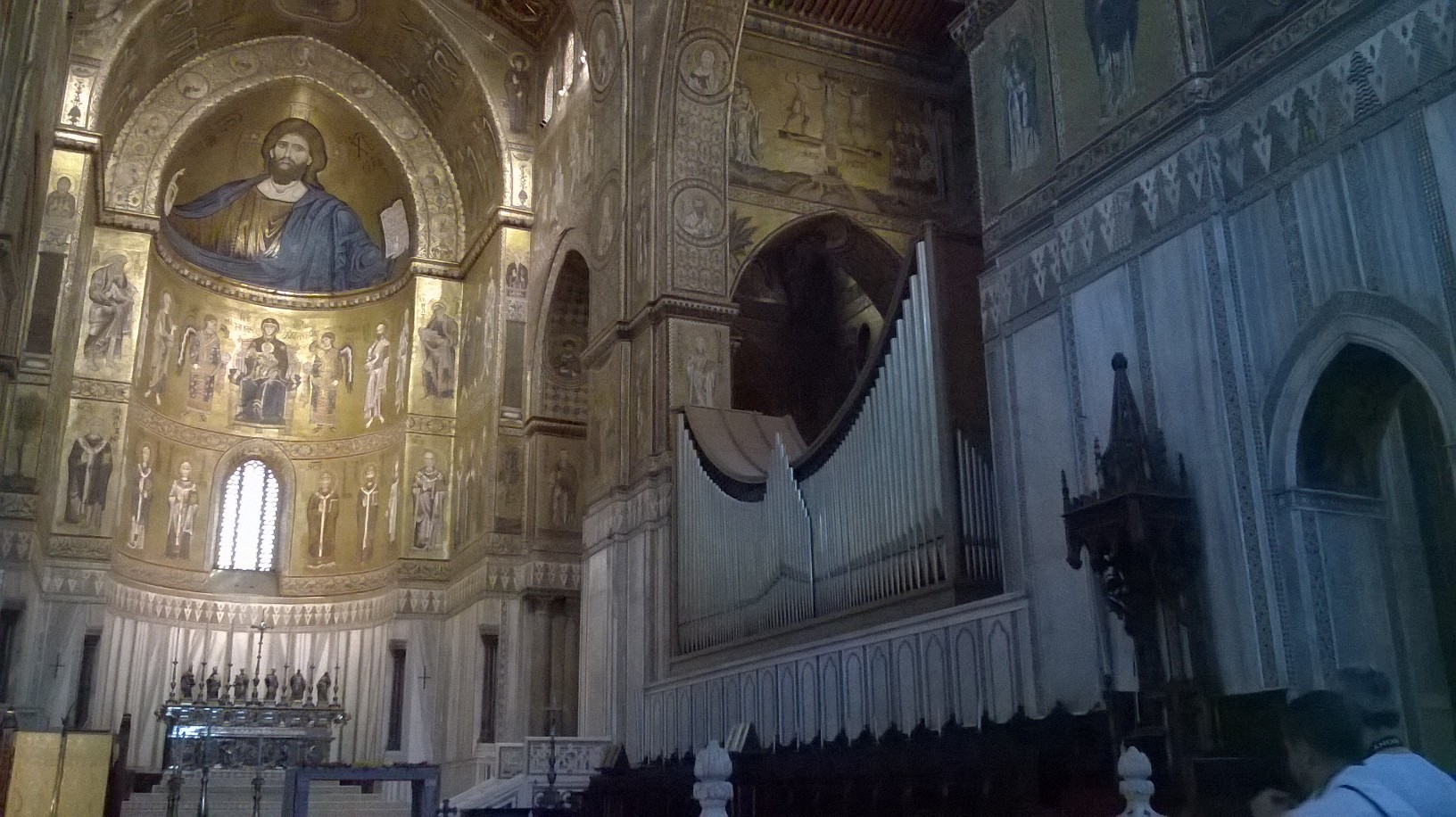
Interiorul catedralei cu imaginea lui Isus Pantocrator

## Demografie
Monreale - evoluția demografică

|  | Graficele sunt indisponibile din cauza unor probleme tehnice. Mai multe informații se găsesc la Phabricator și la wiki-ul MediaWiki. |

Date: Recensăminte sau birourile de statistică - grafică realizată de Wikipedia